# Ордоряну
Ордоряну (рум. Ordoreanu) — село у повіті Ілфов в Румунії. Входить до складу комуни Клінчень.
Село розташоване на відстані 18 км на південний захід від Бухареста, 145 км на південь від Брашова.

## Населення
За даними перепису населення 2002 року у селі проживали 77 осіб, усі — румуни. Усі жителі села рідною мовою назвали румунську.